# Siesta Festival (seria albumów muzycznych)
Siesta Festival (Siesta Festival & Siesta w Studio / Siesta Festival & Siesta w drodze) – seria muzycznych albumów kompilacyjnych związanych ze Siesta Festivalem organizowanym od 2011 roku w Gdańsku oraz z audycją radiową Siesta Marcina Kydryńskiego.
| Tytuł | Lista utworów |
| --- | --- |
| Siesta Festival 2011 - data premiery: 2011-04-29 - wydawca: Universal Music Polska, nr kat. 5334096, EAN 0600753340967 - format: 1xCD                   | 1. Marcin Kydryński – „Siesta theme” 2. Sara Tavares – „Bom feeling” 3. Pedro Moutinho – „Não disse nada amor” 4. Souad Massi – „Houria” 5. Yami – „Ess Cabo Verde” 6. Gonzalo Rubalcaba – „Caravan” 7. Marek Napiórkowski – „Vietato fumare” 8. Gil Goldstein – „The Phoenicians” 9. Maria Pomianowska – „Lipa” 10. Rafał Kwiatkowski – „Cadenza – attacca” 11. Anna Maria Jopek – „Niepojęte i ulotne” 12. Robert Kubiszyn – „Closed chapter” bonus track: 13. Anna Maria Jopek / Paweł „Bzim” Zarecki / Marcin Kydryński – „Barka”                                                                            |
| Siesta Festival & Siesta w Studio 2012 - data premiery: 2012-04-24 - wydawca: Universal Music Polska, nr kat. 3702474, EAN 0602537024742 - format: 1xCD | 1. Marcin Kydryński – „Siesta theme” 2. Blick Bassy – „Like” 3. Jasmin Lewi – „El amor contigo” 4. Tito Paris – „Mar di Ilheu” 5. Nancy Vieira – „Mundo rabés” 6. Tcheka – „Djan kre bejabu” 7. Buika – „Somos” 8. Pedro Moutinho – „Mais um dia” 9. Raquel Tavares – „Madrugadas serenas” 10. Tito Paris – „Rainha estrela” 11. Jasmin Lewi – „Una noche mas” 12. Blick Bassy – „Masse” 13. Nancy Vieira – „Vivê Sabin” 14. Tito Paris – „Marina” 15. Buika – „Jodida pero contenta” |
| Siesta Festival & Siesta w Studio 2013 - data premiery: 2013-04-23 - wydawca: Universal Music Polska, nr kat. 5343020, EAN 0600753430200 - format: 1xCD | 1. Marcin Kydryński – „Siesta theme” 2. Melody Gardot – „If I tell you I love you” 3. Jehro – „Salima” 4. Fatoumata Diawara – „Bakonoba” 5. Bonga – „Sodade” 6. Lura – „No bem falá” 7. Camané – „Elegia do amor” 8. Cuca Roseta – „Porque voltas de que lei” 9. Bonga & Lura – „Mulemba Xangola” 10. Marcio Faraco – „Tempestades de verão” 11. Anna Maria Jopek & Camané – „Noce nad rzeką” 12. Lura – „Um dia” 13. Jehro – „Here and now” 14. Melody Gardot – „Your heart is as black as night” |
| Siesta Festival & Siesta w Studio 2014 - data premiery: 2014-04-15 - wydawca: Universal Music Polska, nr kat. 5351521, EAN 0600753515211 - format: 1xCD | 1. Marcin Kydryński – „Siesta theme” 2. Richard Bona – „Te dikalo” 3. Angélique Kidjo – „Conga habanera” 4. Jehro – „Venga” 5. Sara Tavares – „Lisboa kuya” 6. Richard Bona – „O sen sen sen” 7. Mayra Andrade – „Odjus fitchádu” 8. Duarte – „Eu sei que foste eterna numa horaa” 9. Nancy Vieira – „Mundo rabés” 10. Jehro – „Continuando” 11. Fatoumata Diawara – „Sowa” 12. Richard Bona – „Janjo la maya” 13. Nancy Vieira – „Cigana de curpin ligante” 14. Angélique Kidjo – „Djovamin yi” 15. Mayra Andrade – „Simplement” 16. Sara Tavares – „Ponto de luz” 17. Richard Bona & Pat Metheny – „Reverence” |
| Siesta Festival & Siesta w drodze 2015 - data premiery: 2015-04-17 - wydawca: Universal Music Polska, nr kat. 5360535, EAN 0600753605356 - format: 1xCD | 1. Marcin Kydryński – „Siesta theme” 2. Bobby McFerrin feat. Chick Corea & Richard Bona – „Invocation” 3. Noa – „Mishaela” 4. Paulo Flores – „Poema do semba” 5. Mariza – „Rosa branca” 6. Neuza – „Djar Fogo” 7. Richard Bona – „Souleymane” 8. Charlotte Dipanda – „Elle n’a pas vu” 9. Mayra Andrade – „Les mots d’amour” 10. Dominic Miller – „La belle dame sans regrets” 11. Mariza – „Montras” 12. Hélder Moutinho – „Volta a dar” 13. Neuza – „Lembrança antiga” 14. Paulo Flores – „Rumba Papá” 15. Noa feat. Pat Metheny – „Eternity and beauty”                                                       |
| Siesta Festival & Siesta w drodze 2016 - data premiery: 2016-04-15 - wydawca: Universal Music Polska, nr kat. 5369484, EAN 0600753694848 - format: 1xCD | 1. Marcin Kydryński – „Siesta theme” 2. Yami – „Contratado” 3. Lura & Elida Almeida – „Nhu Santiago” 4. Karyna Gomes – „Udjus di mundo” 5. Marco Oliveira – „Vielas de Alfama” 6. Ana Moura – „O meu amor foi para o Brasil” 7. Tomatito – „Bulerías” 8. Elida Almeida – „Djam nkrel pa mi” 9. Lura – „X da questão” 10. Dianne Reeves – „I want you” 11. Anoushka Shankar feat. Alev Lenz – „Land of gold” 12. Elida Almeida – „Mar Sagrado” 13. Ricardo Parreira & Vânia Conde – „Gondarém” |
| Siesta Festival & Siesta w drodze 2017 - data premiery: 2017-04-21 - wydawca: Universal Music Polska, nr kat. 5377487, EAN 0600753774878 - format: 1xCD | 1. Marcin Kydryński – „Siesta theme” 2. Eliane Elias – „Brasil (Aquarela do Brasil)” 3. Ballou Canta – „Soki” 4. Omara Portuondo – „Mueve la cintura mulata” 5. Nancy Vieira – „Vivê Sabin” 6. Pedro Moutinho – „Um Carnaval” 7. Mariza – „Sombra” 8. Ana Moura – „Moura encantada” 9. Maria Ana Bobone – „Namorico da Rita” 10. Ballou Canta – „Zonga” 11. Mor Karbasi – „La hija de la primavera” 12. Dino d’Santiago – „Monti Graciosa” 13. Ana Moura feat. Omara Portuondo – „Eu Entrego” 14. Nancy Vieira – „No Amá” 15. Mário Pacheco – „Há uma música do povo”                                            |